# André Joy
André Joy, pseudonimo di André Gaudelette (Parigi, 19 giugno 1925 – Parigi, 25 febbraio 2012), è stato un fumettista francese.

Era il padre di Michel Gaudelette.

## Biografia
André Gaudelette Iniziò la sua carriera come illustratore, sotto lo pseudonimo di André Joy, con opere pubblicate dalle edizioni SAETL nel 1947. Nel 1949 entra a far parte delle Editions Vaillant. In questa casa editrice disegna le avventure di P'tit Joc dal 1952 e Jojo des rue dal 1956, sceneggiate da Jean Ollivier. Nel 1957 si trasferisce presso le edizioni Dargaud e Le Lombard, dove inizia lavorare con il personaggio di Line pubblicato nell'omonima rivista. In questa occasione rinuncia al suo pseudonimo e firma il suo vero nome.
Negli anni '60 inizio a collaborare con le edizioni Fleurus per le quali ha prodotto numerosi racconti pubblicati nelle riviste Cœurs vaillants, Âmes vaillantes, J2 Magazine e Djin . Allo stesso tempo, illustra fumetti pubblicati sulle riviste Francs-Jeux, Nade, Lisette, Amis-Coop, e tante altre Nel 1987 si ritiro dal mondo dei fumetti. Morì il 25 febbraio 2012.

## Lavori
- P'tit Joc (disegno), con Jean Ollivier (sceneggiatura), in Vaillant , 1952-1953
- P'tit Joc (disegno), con Pierre Castex, a Vaillant , 1953-1955.
- P'tit Joc (sceneggiatura e disegno), in Vaillant , 1955-1957.
- Jojo des rue (disegno), con Jean Ollivier (sceneggiatura), in Vaillant , 1956.
- Il bambino e il bandito , 3 tavole, Vaillant n o  624, 1957.
- Ryan the Irishman (disegno), con Jean Ollivier (sceneggiatura), 20 tavole, Pif Gadget n° 35, 1969.
- Franck e Siméon (disegno), con H. Serre (1962-1965) e André Joy (1965-1967) (sceneggiatura), pubblicato in Cœurs Vaillants poi J2 jeunes.
- Les Enquêtes de Nicole , pubblicato in Âmes vaillantes.
- Judy , pubblicata su Djinn poi Triolo .

## Pubblicazioni

### Disegno
- Jumping into the void (disegno), storia di Roger Ferrand, Jeunesse héroique n °  55, coll. "France d'Abord", Les Éditeurs Réunis, 1946 (?)
- Allarme antincendio (disegno), Storia di Max Rainat, Gioventù eroica n °  70, coll. "France d'Abord", The Editors Reunited, 1946 (?)
- A Camera in the Vercors (disegno), racconto di Jean Ollivier, Jeunesse héroique n o  73, coll. "France d'Abord", The Editors Reunited, 1946 (?)
- Abbiamo combattuto sulle colline (disegno), racconto di Jacques Friedland, Jeunesse héroque n o  81, coll. "France d'Abord", The Editors Reunited, 1946 (?)
- Le Disparu di Arras (disegno), storia di Roger Ferrand, Jeunesse héroique n °  83, coll. "France d'Abord", Les Éditeurs Réunis, 1946 (?)
- Le Cavalier des Andes (disegno), storia di Jean Ollivier, Jeunesse héroique n °  88, coll. "France d'Abord", The Editors Reunited, 1946 (?)

### Fumetti
- P'tit Joc (disegno), con Jean Ollivier (sceneggiatura)
  - Le Coin du patrimoine BD, sur BDzoom.com
  - Primi galoppi , Éditions du Triomphe, 2001.[11]
  - Prima vittoria , Éditions du Triomphe, 2001.[12]
- Jean Chouan il ribelle , Château de Lassay, 1987.
  - P'tit Joc , coll. “Traits pour traits”, Editions du Hibou, 2009 (750 copie).
- The Church and the Revolution (disegno), con Serge Saint-Michel (sceneggiatura), edizioni Fleurus, 1989·
- L' abate Louis Roussel (disegno), con René Berthier (scenario) edizioni Medialogue 1991.
- Line et les stampbres volants (disegno), con Charles Nugue (sceneggiatura), edizioni Golden Age, 2003 (1000 copie).
- Jojo des rue (disegno), con Jean Ollivier (sceneggiatura), Éditions du Triomphe, 2002.
- Serie Hibou Le migliori storie di Gaudelette e Duval , Hibou, 2006.
- Judy and the Collector , Editions du Taupinambour, 2008.

### Libri
- Plg 32 ans de bandes dessinées[13]